# Roller derby
El roller derby es un deporte de contacto, velocidad y estrategia originario de Estados Unidos. La mecánica del juego se basa en una carrera sobre patines tradicionales alrededor de una pista ovalada en sentido contrario a las agujas del reloj, donde dos equipos, de 5 jugadoras cada uno en pista (1 anotador, 4 defensas), compiten entre sí con el objetivo de acumular la mayor cantidad de puntos posibles a medida que el anotador va rebasando a los jugadores defensores que tienen permitido impedir y obstaculizar su paso mediante el contacto físico reglamentado. El objetivo del juego es anotar más puntos que el equipo contrario, siendo el ganador el equipo con más puntos al final del partido. 
La gran mayoría de los equipos juegan una variante del roller derby llamada flat track roller derby (roller derby de pista plana), bajo reglamentación de WFTDA, pero existen otras variantes.

## Historia delroller derby

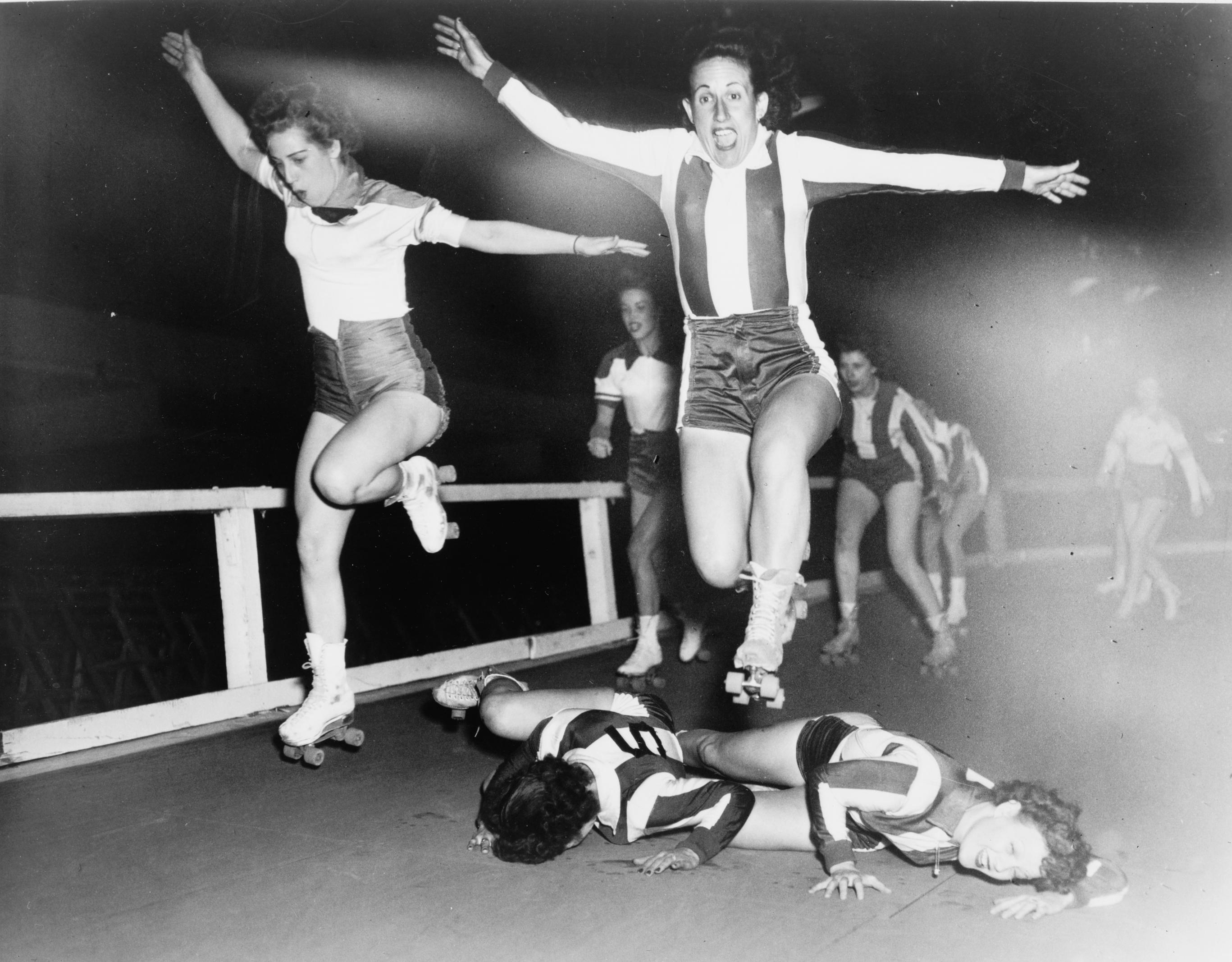
Jugadoras de roller derby de la década de 1950.

Su nombre data del año 1922, cuando el Chicago Tribune lo utilizó para describir carreras de patines de varios días, similares a los maratones reportados por The New York Times en 1885 y 1914, entre otros.
El promotor Leo Seltzer y el cronista deportivo Damon Runyon se acreditaron la modificación de estos concursos de resistencia en la década de 1930, haciendo hincapié en el contacto físico y el trabajo en equipo y, por tanto, en los aspectos más espectaculares de este deporte. Seltzer registró el nombre roller derby, reservándolo para su uso por su compañía ambulante de patinadores profesionales. El roller derby se arraigó como icono de la cultura popular gracias a la celebración de partidos en numerosas ciudades de EE. UU. que en ocasiones se transmitían por radio y finalmente llegaron a la televisión. El modelo de negocio inicial de roller derby se derrumbó a mediados de la década de 1970, pero el deporte fue sometido a reposiciones de televisión que fueron encabezadas por veteranos patinadores, dándose así la continuación del roller derby bajo una nueva administración.
El resurgimiento del roller derby contemporáneo tuvo lugar al principio de la década del 2000, en Austin, Texas. En 2004, un grupo de ligas femeninas formaron lo que hoy es la Women's Flat Track Derby Association (WFTDA), que coordina y establece las normas que rigen la competición entre los miembros de las ligas. Las ligas pertenecientes a la WFTDA tienen derecho a competir en partidos regulados por esta asociación. La WFTDA también publica rankings y organiza los campeonatos anuales de sus ligas miembro. La mayoría de las ligas de roller derby juegan bajo el reglamento de la WFTDA sin importar si están o no afiliadas a esta asociación. Este reglamento delimita las zonas legales e ilegales de contacto, los parámetros de la pista y del juego y las penalizaciones, entre otras cosas.
Existe también otra modalidad de practicar roller derby –muy minoritaria– llamada Renegade, la cual no aplica ningún tipo de reglamentación.

## Equipamiento
El roller derby se juega con patines tradicionales (4 ruedas en 2 ejes). Bajo el reglamento de la WFTDA todo patinador debe estar equipado con protecciones corporales como muñequeras, coderas, rodilleras, protector bucal y casco. 
También pueden utilizarse protecciones adicionales, en tanto no interfiera con la seguridad y/o desempeño de otros patinadores, personal auxiliar u oficiales, como shorts acolchados, protectores de barbilla, soportes para rodilla o tobillo, espinilleras (o canilleras) , sujetadores con cubiertas de protección, suspensorios, protectores de coxis, máscaras transparentes no ergonómicas de cara completa, máscaras transparentes no ergonómicas de media cara y máscaras ergonómicas tales como protectores nasales.
Se utilizan dos cubiertas de casco para identificar en pista las posiciones especiales: jammer (cubierta con 1 estrella a cada lado) y pivot (cubierta con una franja a lo largo). 

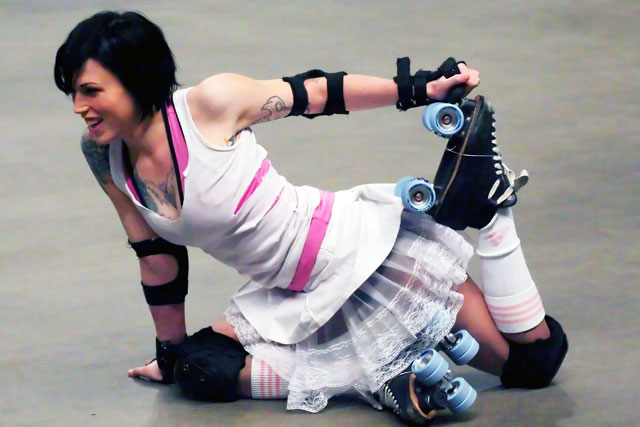
Estiramiento de una jugadora de roller derby antes de un partido.

## Reglas del juego
Un encuentro consta de dos periodos de 30 minutos, que a su vez se divide en pequeños intervalos de hasta 2 minutos denominados jams. Durante cada jam los equipos envían a 5 jugadoras a la pista, cuatro bloqueadoras (defensas) y una jammer (anotadora) donde ambos equipos intentaran anotar puntos, solo pueden ser ganados por las jammers. Gana el equipo con más puntos al final del partido, no se permite terminar con empate, en ese caso se jugará un jam adicional sin jammer líder y anotando desde la primera pasada hasta que uno de los equipos se imponga.
Se utilizan cubiertas de casco para exhibir las posiciones de pívot y jammer: una cubierta rayada se utiliza para la pivot, es una bloqueadora con una posición especial de bloqueadora que le permite convertirse en jammer con un pase de estrella, y una cubierta con dos estrellas se utiliza para la jammer. Las bloqueadoras de ambos equipos comienzan el juego formando un solo pack (pelotón) y entre las líneas de jammer y pívot. En ese pack, las bloqueadoras toman el lugar que mejor les parezca de acuerdo con la estrategia que deseen usar. Las dos jammers (anotadoras), que no forman parte del pack, se colocan detrás o sobre la "línea de jammers de donde salen cuando el jam timer da el pitido de inicio del jam.
El jam timer (NSO) señala el comienzo del jam soplando un silbato con un pitido corto. El pack y las jammers comienzan a patinar. Las bloqueadoras para poder bloquear o ayudar deben permanecer en la zona de juego, definida por el espacio del pack y seis metros por delante y por detrás de este. Las jammers puede realizar cualquier acción legal (bloqueos o asistencias) en cualquier momento sobre ellas, pero tienen restricciones al realizarlas sobre bloqueadoras en fuera de juego.
La primera jammer en pasar a todas las bloqueadoras de ambos equipos legalmente (sin cometer faltas y cumpliendo todos los requisitos) una vez comenzado el jam, gana la posición de jam líder para el resto del jam; este estatus se puede perder si: se comente algún penalti, se pierde el cubre casco de jammer o si se hace un pase de estrella. La jammer líder puede decidir cuando terminar el jam, antes de los 2 minutos, llevándose las manos a la cadera en varias ocasiones para que los árbitros terminen el jam con 4 pitidos.
Después de rebasar el pack la primera vez, las jammers ganan un punto cada vez que pasan legalmente la cadera de una bloqueadora rival. Durante un jam, todas las bloqueadoras deben mantener el pack. Si una bloqueadora cae o de otra manera se separa del pack puede quedar fuera de juego, es decir, no puede bloquear o asistir hasta que entre en la zona de juego otra vez.
Después (o incluso antes) de que se haya establecido una jammer líder, ambas jammers tienen la opción de pasar sus posiciones a las pívots respectivas de sus equipos (pase de estrella). Este se realiza quitándose la cubierta con 2 estrellas del casco y dándosela a la pívot en la mano. La pívot entonces se convierte en la anotadora por el resto del jam y la anterior jammer se vuelve bloqueadora. Si la anotadora original era la jammer líder, el estatus no se pasa, se pierde por el resto del jam.
Al final de cada jam, las jugadoras tienen 30 segundos de descanso y para reanudar la formación del pack y elegir a las jammers para comenzar un nuevo jam.

Pista de roller derby

Las patinadoras de roller derby intentan empujar a las oponentes fuera de los límites o impedir sus movimientos bloqueándolas tanto física como posicionalmente para impedir que puntué la jammer rival, ayudar a su jammer o mejorar sus posiciones tácticas en la pista. Los bloqueos legales siguen ciertas reglas. El contacto con codos, cabeza y pies está prohibido, también el contacto por encima de los hombros o debajo de la mitad de los muslos. El contacto no puede ser por detrás, solo por los costados o por el frente de las jugadoras. No se pueden utilizar las manos sobre una contraria para retenerla, impedirle movilidad o autoasistirse.
Un equipo de roller derby no tiene límite de patinadoras, pero en un encuentro oficial deben ser alineadas como máximo 15 patinadoras y no menos de 6. El reglamento regula que un partido puede ser suspendido por esta causa.
Las penalizaciones se señalan a las patinadoras que bloquean de forma ilegal, luchan, se comportan de una manera antideportiva o incumplen de otra manera las reglas. Los penaltis sólo pueden ser marcados por los referee (árbitros), la duración mínima de una falta es de 30 segundos en la penalty box(caja de castigo).
Expulsión de jugadoras, esto se da cuando alguna jugadora tiene una conducta inapropiada hacia árbitros, jugadoras, NSOs, público o cualquier miembro que participe en un partido de forma grave o reiterada. También pueden ser expulsadas por faltas acumuladas; no pueden cometer más de 7 en un partido.
Los árbitros tienen diferentes roles en el juego, hay un head ref que es quien se encarga de aclarar todas las dudas que se den a lo largo del juego por parte de las capitanas de cada equipo y es la máxima autoridad en pista. Hay dos jam ref uno por cada jammer, que son los encargados de contar los puntos que las jammers van obteniendo y también son los que pueden mandar a la caja de castigo a las jammers. Inside pack refs son los encargados de controlar a las bloqueadoras, controlar que se mantenga el pack y a su vez, mandarlas a la caja de castigo cuando comentan un penalty. Outside refs que hacen lo mismo pero en el exterior de la pista. Al ser un deporte rápido de contacto donde hay 10 personas en acción, se necesita gran cobertura visual poder mantener el juego en la legalidad.
Los NSO's (Non Skater Oficials) son oficiales con funciones específicas arbitrales, ya sea anotando los puntos, anotando las faltas, tomando el tiempo del jam, tomando el tiempo general del juego, controlando el tiempo en la caja de castigo para cada jugadora que entre a ella, etc. Algunos de ellos también pueden indicar penaltis del tipo "procedimiento ilegal" (una acción no permitida en el reglamento o incumplimiento de una indicación).
Aunque la mayoría de equipos han adquirido como reglamento "oficial" el emitido por la WFTDA (actualmente las publicadas enero de 2019,), existen también reglamentos "formalizados" por asociaciones de patinaje como es el caso de las USARS.

## Competiciones deroller derby
Desde 2011 la revista Blood and Thunder lleva a cabo el mundial de roller derby, donde equipos de todo el mundo compiten por su respectiva nación . 
El primer mundial se celebró en Ontario, Canadá  del 1 al 4 de diciembre de 2011. Su segunda edición fue del 4 al 7 de septiembre de 2014 en Dallas, Texas. En su tercera edición se llevó a cabo por primera vez en Europa, en Mánchester, UK del 1-4 de febrero de 2018. 
Estados Unidos ha ganado el primer lugar en las 3 ediciones.
WFTDA, organiza un torneo internacional cada año entre sus ligas miembros. También organiza Copas continentales en la costa este USA, la costa oeste USA y en Europa. Así como diversos torneos reconocidos por dicha organización en diferentes países.

## Roller derbyen Argentina
El roller derby surge en Argentina en la década de los 80 y fue dado a conocer en un programa de televisión de canal 9. En 2010 se crearon los equipos son 2x4 y la Liga de Buenos Aires Roller Derby. Luego le siguieron otras, como las Sailor City Roller, Las Cougars, las Psycho Rollers, Mambas negras, Alianza Rebelde, etc. También surgen equipos masculinos, como el Guerrilla que posteriormente deriva en Buenos Aires Conspiracy y Thunderquads. Argentina consigue formar un equipo masculino y se estrena en 2013 en la Men’s Roller Derby World Cup, destacando su jammer El Pibe como Best Jammer del torneo y quedando en séptima posición. En 2014 se forma la selección argentina femenina de roller derby, la cual participó en la Blood & Thunder World Cup 2014, que se celebró en diciembre en Dallas, quedando octava entre 30 equipos que se presentaron.
Durante los años siguientes, los equipos categoría A Travel Team de 2x4 (Team Osom) y Sailor City Rollers han comenzado a participar de eventos internacionales sancionados por WFTDA. Tal es así que el Team Osom participó de los Champs del año 2019.
Asimismo, el deporte se expandió por todo el país, formándose equipos en la Patagonia (Malditas X, Liga Mixta Bajo Cero, Licántropos, Piratas del Beagle, y más), en el centro y norte (Mortal Kollas, Insubordinades, Hiedras, Sarcasticats) y en Buenos Aires, equipos como Dirty Fucking Dolls (primer equipo y liga de zona sur en el Club Atlético Temperley), Warriors, Indias, Bastardas, Colmena, Glass City y más. En Mar del Plata aprox en el 2013 se fundó CobraquadsRd, primer equipo mixto de la ciudad; en 2020 se desglosó un equipo femenino que ganó el primer triangular pospandemico costero (2021), que se celebró en Miramar con las Atlandicord de dicha ciudad y las Bastardas de tigre.

## Roller derbyen España
La primera liga de roller derby en España fue  Tenerife Roller Derby, formada en septiembre de 2010. El 18 de diciembre del mismo año se formó Barcelona Roller Derby. Desde entonces el número de equipos se ha multiplicado y actualmente hay equipos de roller derby en más de veinte ciudades españolas. En 2013, se crea la selección nacional de roller derby, Team Spain Roller Derby, la cual participó por primera vez en el European Roller Derby Tournament Archivado el 26 de octubre de 2020 en Wayback Machine. y posteriormente en el campeonato mundial Blood & Thunder Roller Derby World Cup 2014, celebrado en Dallas.
La primera liga masculina de roller derby en España fue creada en Tenerife bajo el nombre Tibicenas Men´s Roller Derby en 2015. La segunda liga surge en Madrid, los MadRiders y la siguiente en Barcelona, Barcelona Rocknrollaz Roller Derby. En 2015, se crea el equipo nacional masculino y se estrena en el Campeonato Mundial de Calgary 2016. En 2018 las selecciones españolas quedaron en las posiciones: 9ª la femenina y 12º la masculina.

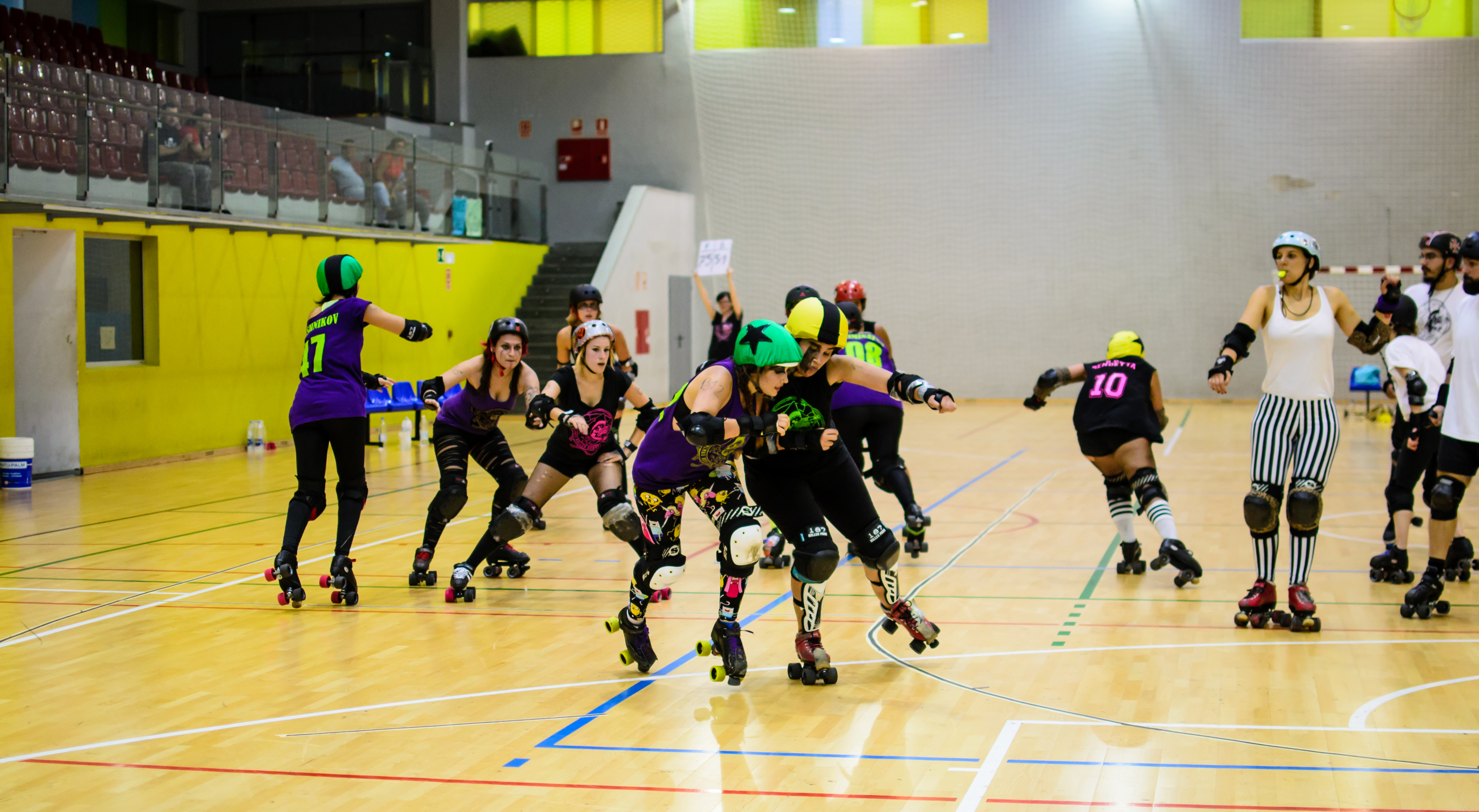
Partido de exhibición del equipo Las Palmas Roller Derby.